# 苯佐那酯
苯佐那酯（英語：Benzonatate）的商標名稱有Tessalon（咳治得）等，是一種用於緩解咳嗽症狀的藥物。透過口服方式給藥。不建議十歲以下兒童使用。效果通常在服用20分鐘內開始，持續時間長達8小時。
服用後的副作用包括有昏睡、頭暈、頭痛、消化不良、皮疹、幻覺和過敏反應。過量服用可能會導致癲癇發作、心律不整和死亡。咀嚼或吸吮膠囊內容物可導致喉頭痙攣、支氣管痙攣和休克。目前尚不清楚服用後對於母體中的胎兒或母乳哺育的嬰兒是否安全。這種藥物的作用是麻木肺部的牽張感受器（人體的力學感受器）並抑制大腦中的咳嗽反射作用。
美國於1958年批准苯佐那酯用於醫療用途。目前市面上已有多種通用名藥物存在，但全球使用的普遍性不高。它是美國於2020年排名第157位的最常使用處方藥，所開立的處方箋數量超過300萬張。

## 醫療用途

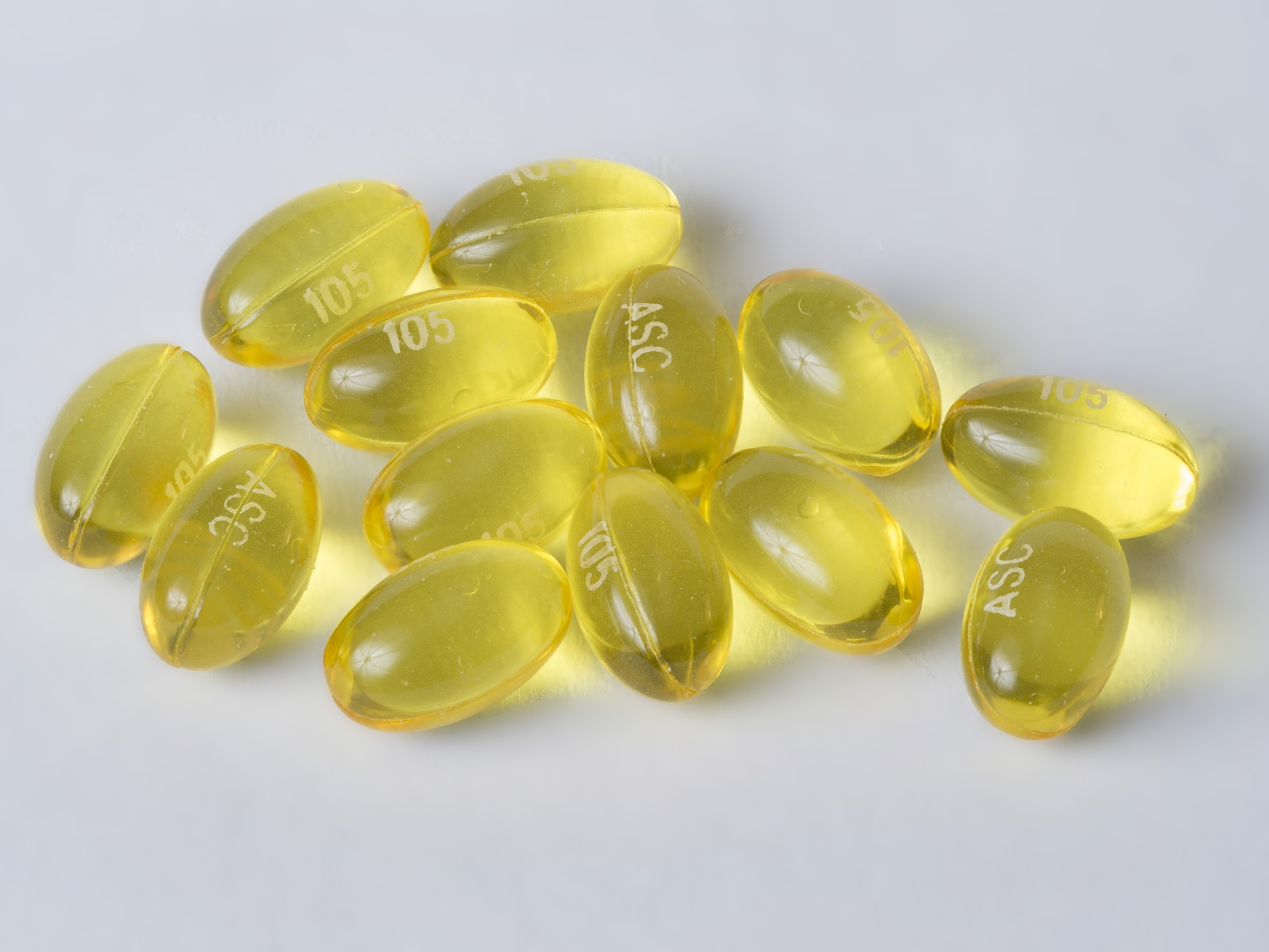
每顆為100毫克的苯佐那酯通用名產品（軟凝膠囊包裝）。

### 咳嗽
苯佐那酯是一種非類阿片類藥物的替代品，用於緩解咳嗽症狀，需要處方才能取得。它已被證明可改善與多種呼吸系統疾病相關（包括氣喘、支氣管炎、肺炎、結核病、氣胸、有肺癌性類阿片類藥物抗藥性和肺氣腫）所引起的咳嗽。
苯佐那酯還可降低慢性阻塞性肺病 (COPD) 患者咳嗽所引起的痰液濃度和數量。
實驗顯示，苯佐那酯較可待因在減少誘發咳嗽的頻率方面會更有效。
苯佐那酯並不能治療導致咳嗽的根本原因。

### 打嗝
苯佐那酯已被證明可用於抑制打嗝。

### 插管
由於苯佐那酯具有局部麻醉藥作用，可將膠囊內的液體塗在口腔中以麻醉口咽部，進行清醒狀態下插管。但當藥物被口腔黏膜吸收時，可能會出現危及生命的不良反應，包括窒息、過敏反應和休克。

## 用藥禁忌
對苯佐那酯或任何相關化合物過敏的個人不適於服用。

## 副作用
建議患者將整顆膠囊吞嚥，避免嚼食，因為會導致口腔黏膜直接接觸，發生與局部麻醉相關的可能風險。苯佐那酯的潛在副作用包括：
- 常有導致便秘、頭暈、疲勞、鼻塞、噁心、頭痛的報告。[14]
- 也可能出現鎮靜、胸部麻木感、眼睛灼熱感、隱約的"寒冷"感、發癢和皮疹。[2][5]
- 一次攝入一小把膠囊會導致成人癲癇發作、心律不整和死亡。[15]

### 過敏反應
苯佐那酯在結構上與對氨基苯甲酸 (PABA) 類麻醉藥相關，包含有普魯卡因和鹽酸四環卡因。普魯卡因和鹽酸四環卡因曾在過往廣泛用於牙醫學和麻醉學領域，但因其會產生代謝物相關的過敏而不再受歡迎。同樣的，已有報告對苯佐那酯產生嚴重過敏反應，包括喉頭痙攣、支氣管痙攣和休克的情況，這些反應可能與咀嚼、吸吮或弄破口腔中的膠囊有關聯。

### 使用不當
苯佐那酯應採將整顆藥吞服的方式。將膠囊或是軟凝膠囊嚼碎或是吸吮其中液體會導致苯佐那酯從中釋放，而對口腔黏膜產生局部麻醉。可能會迅速出現舌頭麻木和窒息的情況。過度吸收可導致喉頭痙攣、支氣管痙攣、癲癇發作和休克。這可能是由於對苯佐那酯的過敏反應，或是影響全身的局部麻醉毒性，兩者的症狀相似。如果在口腔中咀嚼或吸吮，僅在一治療劑量（即單一膠囊）的情況下就可能會出現這類不良反應。

### 精神病學效應
在與其他處方藥物同時使用期間，曾有發生怪異行為、精神錯亂和幻視的個別案例出現。苯佐那酯可能會產生與其他對氨基苯甲酸(PABA) 衍生物局部麻醉藥（例如普魯卡因或鹽酸四環卡因）相關的中樞神經系統影響，此點應列入注意事項。

### 兒童
此種藥物對於10歲以下兒童的安全性和有效性尚未確定。據報導有10歲以下兒童因誤食而致死案例。苯佐那酯可能因其外觀而對兒童有吸引力，它通常是一種圓形液體填充軟凝膠囊，看起來像糖果。咀嚼或吸吮單一膠囊即可能導致幼兒死亡。攝入後約15至20分鐘內即可能出現症狀和徵候，包括煩躁、震顫、抽搐、昏迷和心搏停止。曾有攝入後一小時內就死亡的報導。

### 懷孕與哺乳
苯佐那酯被美國食品藥物管理局 (FDA) 歸類為懷孕分級C類。目前尚不清楚苯佐那酯是否會對胎兒造成傷害或是否會影響到生殖能力。尚未對苯佐那酯進行動物生殖研究以評估其在致畸性的作用。只有在明確需要的情況下才能提供孕婦服用苯佐那酯。
目前尚不清楚苯佐那酯是否會分泌到人類乳汁中。建議哺乳婦女服用苯佐那酯時要謹慎為之。

## 過量
服用過量的苯佐那酯特徵是煩躁、震顫、癲癇發作、心律不整、腦水腫、呼吸中止及心跳過速等症狀，嚴重時會昏迷及死亡。症狀通常在攝入後1小時內即會發生。治療重點在於清除胃內容物，以及處理鎮靜、抽搐、呼吸中止和心律不整等症狀。
雖然人們使用苯佐那酯的歷史已久，但根據報導，稍微用錯劑量就很危險。即使超出少量，仍會帶來中毒風險，尤其是對於兒童。苯佐那酯的安全劑量範圍很窄，應嚴格按照醫師囑咐服用。兒童中毒的風險很高，僅服用一粒或兩粒膠囊就會發生過量的問題。
由於增加苯佐那酯的用量，症狀會迅速出現，服用過量至死的病例有所增加，特別是發生在兒童身上。

## 藥理學
苯佐那酯在化學上與其他局部麻醉劑如丁卡因和鹽酸四環卡因相似，並且具有相同的藥理學和毒理學特性。

### 作用機轉
苯佐那酯與其他局部麻醉藥物類似，是一種有效的電壓門控型鈉離子通道抑制劑。苯佐那酯被吸收並輸送到呼吸道後，會發揮局部麻醉劑的作用，降低下呼吸道和肺部的支氣管、肺泡和胸膜中迷走神經傳入神經纖維和牽張感受器的敏感性。這會抑制它們的活動並減少咳嗽反射。苯佐那酯也對中樞神經系統延腦的咳嗽中樞具有止咳活性。使用治療劑量時，這種藥物對呼吸中樞的抑制作用很小。

### 藥物動力學
苯佐那酯的止咳作用在口服後15至20分鐘內開始，通常持續3至8小時。
苯佐那酯會被血漿丁醯膽鹼酯酶 (BChE) 水解為代謝物4-(丁基氨基) 苯甲酸 (BABA) 以及聚乙二醇單甲醚（polyethylene glycol monomethyl ethers）。水解母體化合物的速度很快，與許多局部麻醉酯一樣。有人擔心假性膽鹼酯酶缺乏症患者的水解能力受損，導致苯佐那酯活動增強，而增加對此種藥物的敏感性。

## 化學結構
苯佐那酯是一種正丁胺，結構上與其他酯類局部麻醉劑（如普魯卡因和鹽酸四環卡因）類似。苯佐那酯的分子量為603.7克/摩爾質量（g/mol）。但苯佐那酯的參考標準是正乙氧基（n-ethoxy）化合物的混合物，其重複單元的豐度不同，具有7-9個重複單元，平均分子量為612.23克/摩爾質量。也有證據顯示各製造商生產的化合物分子量並不統一。

## 社會與文化
苯佐那酯的處方藥於1958年首次在美國上市，用於治療10歲以上患者的咳嗽。市面已有多種基於類阿片類藥物的處方止咳藥，例如氫可酮和可待因，但具有不良副作用，及濫用和轉移使用的可能性。苯佐那酯是目前唯一的處方非類阿片類止咳藥，使用量正在迅速增加中。增加的確切原因尚不清楚。

### 經濟學
美國於2004年至2009年期間開立的處方箋數量從310萬張增加到470萬張，成長50%，苯佐那酯在鎮咳藥中的市佔率從6.3%增加到13%，估計10歲以下兒童接受苯佐那酯治療的人數從10,000人增加到19,000人。於此時期，處方箋中有超過90%是開立給18歲或以上的患者。大多數處方箋由一般科醫師、家庭醫師、內科醫師開出，兒科醫生所開立的苯佐那酯處方籤約佔3%。
於2020年，苯佐那酯是美國第157位最常使用的處方藥物，處方籤數量超過300萬張。

### 品牌名稱
Tessalon（咳治得）是輝瑞公司所生產苯佐那酯的品牌名稱，它有珍珠狀或膠囊的形式兩種。Atley Pharmaceuticals, Inc.和Vertical Pharmaceuticals, Inc.兩家生產的品牌名稱則為Zonautss。

## 外部連結
- . Drug Information Portal. U.S. National Library of Medicine.   [2023-12-26]. （原始内容存档于2020-11-29）.

Template:Cough and cold preparations